# Fábio Oliveira
Fábio Marcelo de Oliveira, mais conhecido como Fábio Oliveira (Rio de Janeiro, 6 de julho de 1974), é um ex-futebolista brasileiro que atuava como atacante. Atualmente, exerce o cargo de Treinador no ESMAC de Belém-PA.

## Carreira
Nascido no Rio de Janeiro (RJ), Fábio Oliveira foi formado nas categorias de base do Nova Cidade e foi o grande ídolo do Avaí durante as temporadas 2005 e 2006. Contratado em 2005, o atacante foi um dos grandes destaques e artilheiros do time ao lado de Samuel. Nesta mesma temporada acabou ficando  afastado do time durante um tempo, devido a uma cirurgia no joelho direito. Em outubro do mesmo ano Fábio não renovou seu contrato com o clube por não chegar a um acordo com o então diretor de futebol Alexandre Espíndola, pois afirmou não se sentir valorizado pelo clube. Foi então que ele ficou treinando durante um mês no America mas, após esse período, acabou retornando ao Leão.
Dentre os fatos mais marcantes deixados por Fábio Oliveira na Ressacada, está o gol mil marcados nos Clássico de Florianópolis. Em 2010 ele esteve novamente na Ressacada, mas apenas para recuperar-se de uma nova lesão no joelho utilizando-se da infra-estrutura do clube.
Iniciou o ano de 2011 atuando pelo Morrinhos, Fábio Oliveira recebeu proposta do Águia de Marabá, mas o time paraense não pôde pagar os R$ 20 mil da então multa rescisória do jogador. Passou ainda por Veranópolis, Rio Verde, Tuna Luso, Remo e Santa Cruz de Cuiarana.
Na temporada de 2013 Fábio foi anunciado pelo Santa Cruz de Cuiarana, mas após não conseguir alcançar os seus objetivos, o clube resolveu dispensar o atleta. Após a sua dispensa o Santa Cruz convidoi Fábio Oliveira para assumir o cargo de coordenador das categorias de base do clube e Fábio aceitou.

## Vida pessoal
Fábio Oliveira passou por alguns problemas em sua carreira como atleta profissional devido ao cosumo de álcool. Além disso, em 2010, sofreu um sequestro relâmpago quando os bandidos levaram o seu carro.

## Títulos
Mariscal
- Liga Nacional B: 1998

Xiamen
- Campeonato Chinês da 2.ª divisão: 2002

Atlético Goianiense
- Campeonato Goiano: 2007

## Premiações
- Artilheiro do Campeonato Boliviano 2.ª Divisão: 1998
- Artilheiro do Campeonato Goiano: 2007
- Melhor Atacante do Campeonato Goiano (Eleito Pela FGF): 2007[6]
- Artilheiro do Campeonato Paraense: 2012[7]
- Melhor Atacante do Campeonato Paraense: 2012[7]